# 蓋·亨利
蓋·亨利（Guy Henry，1960年10月17日—）是英國的一位演員。他曾經出演哈利波特系列電影的第一部和第二部，最近他主要霍爾比市的Henrik Hanssen角色，2016年也在星際大戰系列的外傳電影《俠盜一號》中，演出塔金總督一角（但在片中，臉部則是以CGI技術改為當年的原本演員彼得·庫欣的面貌）。